# Unimog 417
Der Unimog 417 ist ein Fahrzeug der Unimog-Reihe von Mercedes-Benz. Die Daimler-Benz AG baute ihn als Nachfolger verschiedener mittelschwerer Unimog-Baureihen zwischen 1988 und 1993 im Mercedes-Benz-Werk Gaggenau. Es entstanden insgesamt 2285 Fahrzeuge in 15 Baumustern, bevor er vom Unimog 418, dem letzten Modell der mittleren Baureihe, abgelöst wurde. Es gibt den 417 nur mit geschlossenem Ganzstahlfahrerhaus und mit zwei verschiedenen Radständen.
Der Unimog 417 unterscheidet sich zum gleichzeitig erschienenen leichteren Unimog 407 u. a. durch die Scheinwerfer, die beim 417 in der Stoßstange integriert sind, durch größere Bodenfreiheit und durch stärkere Motoren.

## Geschichte
Der ursprünglich nur als kleiner Geräteträger konzipierte Unimog wurde ab Mitte der 1960er-Jahre durch die mittlere Baureihe ergänzt, die viele ähnliche Modelle umfasste. Hinzu kam ab Mitte der 1970er-Jahre die schwere Baureihe sowie der MB-trac. Dieses anfangs sehr erfolgreiche Unimogprogramm wurde lange Zeit beibehalten, doch zeichnete sich gegen Ende der 1980er-Jahre ab, dass nicht mehr die erwarteten Stückzahlen abgesetzt werden konnten. Von ca. 10.000 Fahrzeugen pro Jahr während der 1970er-Jahre sank der Absatz auf nur mehr die Hälfte dessen gegen Ende der 1980er-Jahre, sodass bei Daimler-Benz das „Unimog-Programm 1988“ beschlossen wurde, um durch eine neue Modellpalette den Absatz wieder zu steigern. Im Zuge dieses neuen Modellprogramms wurden alle bisherigen Fahrzeuge sukzessive eingestellt und durch die leichte Baureihe 407, die mittlere Baureihe 417 sowie die beiden schweren Baureihen 427 und 437 ersetzt, der MB-trac wurde im Dezember 1991 ersatzlos eingestellt. Während dieser Zeit wurden die Baureihen gleichzeitig entwickelt und man modernisierte auch das Unimog-Werk in Gaggenau, um den Produktionsprozess zu optimieren und so Kosten einzusparen.
Erste Designstudien des Unimog 417 entstanden 1986. Sie kamen dem späteren Serienfahrzeug sehr nah. Technisch ist der Unimog 417 eine Weiterentwicklung seiner Vorgänger und ein ausgereiftes Fahrzeug. Im April 1988 rollten die ersten Fahrzeuge der Baureihe 417 vom Band in Gaggenau. Zunächst wurde das Baumuster 417.100 gebaut, das als Unimog U800 verkauft wurde. Mit einem Vierzylindermotor des Typs OM 314 mit einer Leistung von 75 PS (55 kW) ausgestattet, war dieses Fahrzeug für kommunale sowie landwirtschaftliche Betriebe konzipiert. Aufgrund der schwachen Motorisierung war es jedoch kaum gefragt, sodass nur 68 Exemplare verkauft werden konnten. Die leistungsstärkeren Fahrzeuge derselben Baureihe wurden ebenfalls im April 1988 in Serienproduktion genommen, die sich deutlich besser verkauften. Im April 1992 wurde der Unimog 417 von seinem Nachfolger, dem Unimog 418, abgelöst.

## Baumuster des Unimog 417
| Baumuster | Modellbezeichnung | Fahrerhaus  | Radstand | Leistung            | Produktionszahlen | Anmerkungen |
| --------- | ----------------- | ----------- | -------- | ------------------- | ----------------- | ----------- |
| 417.000   | U1100T            | geschlossen | –        | 62 kW, 81 kW        | 96                | Triebkopf   |
| 417.100   | U800              | geschlossen | 2380 mm  | 55 kW               | 68                |             |
| 417.101   | U900              | geschlossen | 2380 mm  | 62 kW, 81 kW        | 1.331             |             |
| 417.106   | U900              | geschlossen | 2380 mm  | 81 kW               | 28                |             |
| 417.110   | U1150             | geschlossen | 2900 mm  | 62 kW, 81 kW        | 143               |             |
| 417.111   | U1150L            | geschlossen | 2900 mm  | 62 kW, 81 kW        | 233               |             |
| 417.115   | U1150             | geschlossen | 2900 mm  | 81 kW               | 11                |             |
| 417.116   | U1150L            | geschlossen | 2900 mm  | 81 kW               | 6                 |             |
| 417.120   | U1150L            | geschlossen | 2900 mm  | 62, 81, 92 kW       | 126               |             |
| 417.200   | U800              | geschlossen | 2380 mm  | 62 kW               | 9                 |             |
| 417.201   | U900              | geschlossen | 2380 mm  | 62 kW, 81 kW        | 28                |             |
| 417.210   | U1150             | geschlossen | 2900 mm  | 62 kW, 81 kW        | 74                |             |
| 417.211   | U1150L            | geschlossen | 2900 mm  | 62 kW, 81 kW        | 87                |             |
| 417.212   | U1150L            | geschlossen | 2900 mm  | 81 kW, 92 kW        | 6                 |             |
| 417.220   | U1150L/34         | geschlossen | 3400 mm  | 62 kW, 81 kW, 92 kW | 39                |             |